# Saga (album)
Saga je peti studijski album slovenske rock skupine Siddharta, izdan leta 2009. Izdaji albuma je sledila turneja po Sloveniji in v tujini. Album je bil posnet v hiši producenta Rossa Robinsona, ki se nahaja na Venice Beachu v Kaliforniji.

## Seznam pesmi
Vsa besedila je napisal Tomi Meglič. Vse pesmi je napisal Tomi Meglič, razen, kjer je posebej označeno.
| Št.             | Naslov             | Pisec                          | Dolžina |
| --------------- | ------------------ | ------------------------------ | ------- |
| 1.              | „Narava‟           |                                | 5:11    |
| 2.              | „Angel diabolo‟    |                                | 3:33    |
| 3.              | „Alarm‟            |                                | 4:03    |
| 4.              | „Nevarno mesto‟    |                                | 5:22    |
| 5.              | „Napalm 3‟         |                                | 3:42    |
| 6.              | „Baroko‟           | Jani Hace                      | 4:03    |
| 7.              | „Stampedo‟         |                                | 3:38    |
| 8.              | „Od mraka do zore‟ | Siddharta                      | 11:52   |
| 9.              | „Vojna idej‟       |                                | 6:31    |
| 10.             | „Madam‟            |                                | 3:58    |
| 11.             | „Tom Waits for Me‟ | T. Meglič, Tomaž Okroglič Rous | 2:52    |
| Skupna dolžina: | Skupna dolžina:    | Skupna dolžina:                | 54:45   |

### Mednarodna izdaja
Vsa besedila je napisal Tomi Meglič. Vse pesmi je napisal Tomi Meglič, razen, kjer je posebej označeno.
| Št.             | Naslov               | Pisec                          | Dolžina |
| --------------- | -------------------- | ------------------------------ | ------- |
| 1.              | „The Land‟           |                                | 5:11    |
| 2.              | „Angel Diabolo‟      |                                | 3:33    |
| 3.              | „This Picture‟       |                                | 4:03    |
| 4.              | „The Crows Are Lost‟ |                                | 5:22    |
| 5.              | „Napalm 3‟           |                                | 3:42    |
| 6.              | „Baroko‟             | Jani Hace                      | 4:03    |
| 7.              | „Stampedo‟           |                                | 3:38    |
| 8.              | „Drive by Night‟     | Siddharta                      | 11:52   |
| 9.              | „War of Ideas‟       |                                | 6:31    |
| 10.             | „Madamn‟             |                                | 3:58    |
| 11.             | „Tom Waits for Me‟   | T. Meglič, Tomaž Okroglič Rous | 2:52    |
| Skupna dolžina: | Skupna dolžina:      | Skupna dolžina:                | 54:45   |

## Zasedba

### Siddharta
- Tomi Meglič - vokal, kitara
- Primož Benko - kitara
- Boštjan Meglič - bobni
- Jani Hace - bas kitara
- Tomaž Okroglič Rous - klaviature, programiranje